# Зникний спрей
Зникний спрей — речовина, що застосовується у спортивних змаганнях, переважно в футболі, щоб намалювати тимчасову лінію для користування гравцями та суддею з метою забезпечення чесної гри. Спрей наноситься з аерозольного балону та виглядає як біла пляма або лінія, яка зникає після нетривалого часу.

## Історія

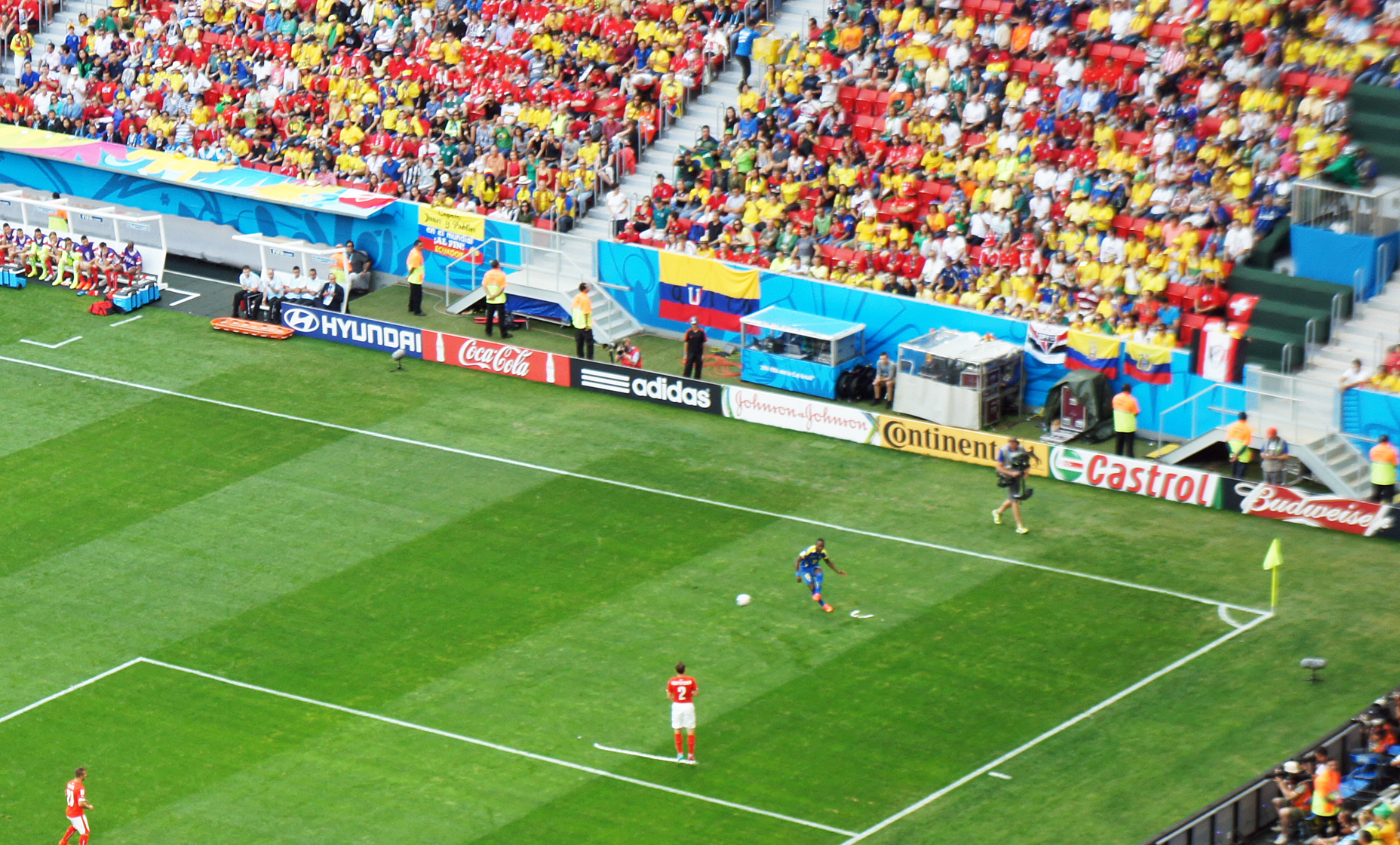
Використання на Чемпіонаті світу з футболу 2014

У 2000 році бразильський винахідник Гейне Аллеманье розробила спрей під назвою «Spuny» (названий на честь Espuma, португальське слово для піни). Його перше використання в професійному рівні був у Бразилії Чемпіонату 2001, Кубок Жоао Авеланжа. Судді одноголосно схвалили його використання і розпорошення до прийнятої в бразильських змаганнях. Міжнародна патентна заявка на «Spuny» був поданий його винахідника 31 березня 2000 року і патент, виданий 29 жовтня 2002. З тих пір, спрей використовується в багатьох міжнародних футбольних змаганнях.
Один з видів спрею був винайдений спортивним журналістом Пабло Сілвою і використовувався в Аргентині з 2008 року. Другий вид спрею був створений і використаний в Бразилії. МЛС використовує власну систему, яка називається Aero Comex Futline., причому спрей працює як на траві, так і на синтетичних та інших ігрових поверхнях.
Кубок Америки з футболу 2011 року став першим турніром для збірних команд, на якому використовувався спрей. Він був використаний, щоб позначити положення м'яча та стінки під час штрафних ударів.
2013 року спрей був використаний і на клубному турнірі — клубному чемпіонаті світу в Марокко.